# Lindenhurst (Illinois)
Lindenhurst es una villa ubicada en el condado de Lake en el estado estadounidense de Illinois. En el Censo de 2010 tenía una población de 14462 habitantes y una densidad poblacional de 1.169,14 personas por km².

## Geografía
Lindenhurst se encuentra ubicada en las coordenadas 42°25′2″N 88°1′35″O / 42.41722, -88.02639. Según la Oficina del Censo de los Estados Unidos, Lindenhurst tiene una superficie total de 12.37 km², de la cual 11.5 km² corresponden a tierra firme y (6.99%) 0.87 km² es agua.

## Demografía
Según el censo de 2010, había 14462 personas residiendo en Lindenhurst. La densidad de población era de 1.169,14 hab./km². De los 14462 habitantes, Lindenhurst estaba compuesto por el 88.83% blancos, el 2.36% eran afroamericanos, el 0.24% eran amerindios, el 4.54% eran asiáticos, el 0.03% eran isleños del Pacífico, el 1.89% eran de otras razas y el 2.12% pertenecían a dos o más razas. Del total de la población el 6.8% eran hispanos o latinos de cualquier raza.